# Ołeksij Ponikarowski
Ołeksij Wołodymyrowycz Ponikarowski (ukr. Олексій Володимирович Понікаровський; ur. 9 kwietnia 1980 w Kijowie) – ukraiński hokeista, reprezentant Ukrainy, olimpijczyk.

## Kariera
- Dinamo 2 Moskwa (1996–1999)
- Krylja Sowietow Moskwa (1999)
- THK Twer (1999–2000)
- Dinamo Moskwa (2000)
- Toronto Maple Leafs (2000–2004)
  -  St. John’s Maple Leafs (2000–2003)
- Chimik Woskriesiensk (2004–2005)
- Toronto Maple Leafs (2005–2010)
- Pittsburgh Penguins (2010)
- Los Angeles Kings (2010–2011)
- Carolina Hurricanes (2011–2012)
- New Jersey Devils (2012)
- Winnipeg Jets (2012–2013)
  -  Donbas Donieck (2012–2013)
- New Jersey Devils (2013)
- SKA Sankt Petersburg (2013-2016)
- Kunlun Red Star (2016-2018)

Wychowanek klubu Sokił Kijów. W 1998 był draftowany do NHL z 87 miejsca przez Toronto Maple Leafs. W tym klubie rozegrał 9 sezonów. W 2007 roku otrzymał obywatelstwo kanadyjskie. Od stycznia 2012 zawodnik New Jersey Devils. Od 1 lipca 2012 w kanadyjskim klubie Winnipeg Jets, z którym podpisał roczny kontrakt. Od września 2012 do stycznia 2013 na okres lokautu w sezonie NHL (2012/2013) związany kontraktem z Donbasem Donieck). Po miesiącu gry nowego sezonu NHL, w połowie lutego 2013 został ponownie zawodnikiem New Jersey Devils. Od sierpnia 2013 do maja 2016 zawodnik SKA Sankt Petersburg. Od sierpnia 2016 zawodnik chińskiego klubu Kunlun Red Star, beniaminka w lidze KHL.
Uczestniczył w turnieju zimowych igrzysk olimpijskich 2002.

## Sukcesy
Klubowe
- Złoty medal mistrzostw Rosji: 2000 z Dinamem Moskwa, 2015 ze SKA Sankt Petersburg
- Mistrz Konferencji NHL: 2012 z New Jersey Devils
- Puchar Gagarina – mistrzostwo KHL: 2015 ze SKA Sankt Petersburg